# Bandeira de Anápolis
A Bandeira de Anápolis com as cores azul, branco e amarelo, representa o município de Anápolis do estado brasileiro de Goiás.

## Legislação
Em 17 de dezembro de 1900 foi criada a bandeira de Anápolis pela Lei nº 14, e foi consolidada pela Lei nº 19 de 25 de junho de 1901. A Lei nº 229, de 13 de junho de 1956, criando uma comissão de estudo para confecção da bandeira, foi sancionada pelo prefeito Carlos de Pina, com seguinte texto em seu artigo segundo, parágrafo único:
| “ | Sem prejuízo das sugestões que forem apresentados pela comissão, deve contar da Bandeira Anapolina a alusão de ser Anápolis uma cidade eminentemente industrial e comercial. | ” |

A Bandeira do Município de Anápolis foi instituído pela Lei Ordinária nº 59 de 31 de janeiro de 1967, sancionada pelo então prefeito Dr. Raul Bauduino de Sousa. Em seu primeiro artigo diz: "Ficam instituídos o Brasão e a Bandeira do Município de Anápolis, de conformidade com a descrição e simbologia apresentadas pela Enciclopédia Heráldica Municipalista, parte integrante desta Lei, bem com a regulamentação de uso nela contida."

## Descrição
É formada por um retângulo azul, dividido por oito faixas brancas acompanhada de riscas amarelas, dispostas no sentido horizontal e vertical e diagonal.
No centro, em retângulo branco, aplicado ao brasão: escudo do primeiro estilo introduzido em Portugal trazido para o Brasil.
No escudo: coroa mural, com oito torres, sendo cinco visíveis. O café e o arroz representam os produtos oriundos da terra dadivosa e fértil. No listel o topônimo Anápolis e a data de elevação à categoria de cidade. O Brasão e a Bandeira são símbolos da cidade de Anápolis, como declarada em sua lei orgânica.

## Significados
- o azul do escudo representa a justiça, formosura, doçura, nobreza, recreação, perseverança, zero e lealdade;[4]
- no centro do escudo, o escudete de prata ostenta um fuso matriarcal de sable, símbolo de Santa Ana, padroeira da cidade;[4]
- a faixa estreita e ondulada, na frente, simboliza o riacho das Antas, às margens do qual foi construída Anápolis.[4]